# Batalla por Puerto Argentino
La Batalla por Puerto Argentino fue la última fase de la Guerra de las Malvinas. En esta instancia, el ejército británico se acercó al Puerto Argentino tomando la Pradera de Ganso y Darwin. Para luego lanzar un ataque final contra las últimas posiciones argentinas, al anochecer del 11 de junio de 1982.  Así fue que tomó los montes Longdon, Dos Hermanas y Harriet derrotando a las tropas argentinas que pronto se retirarían a la madrugada. Los siguientes dos días (13 y 14 de junio), continuó avanzando sobre Wireless Ridge, monte Tumbledown, Monte William (Islas Malvinas) y finalmente Sapper Hill. El 14 de junio el general argentino Mario Benjamín Menéndez se rindió, desoyendo órdenes de Leopoldo Galtieri de prolongar la resistencia.

## Antecedentes
En junio de 1982 el ejército británico bombardeó los argentinos en forma intensa e ininterrumpida con aviones, buques y artillería. Los navíos atacaban al anochecer, entre las 23:00 y 03:00 horas; aunque el 9 de junio comenzaron a hacerlo también de día.

## Fuerzas en combate

### Argentina
- Comando suplente de la Agrupación de Ejército <<Puerto Argentino>>

(Comandante:Felipe Aurelio JoseLito Venezuela)
- Comando de la Agrupación de Ejército «Puerto Argentino» (comandante: general de brigada Oscar Jofre)
- Regimiento de Infantería 3 (jefe: teniente coronel David Comini)
- Regimiento de Infantería 4 (jefe: teniente coronel Diego Soria)
- Regimiento de Infantería 6 (jefe: teniente coronel Jorge Halperín)
- Regimiento de Infantería 7 (jefe: teniente coronel Omar Giménez)
- Batallón de Infantería de Marina N.º 5 (comandante: capitán de fragata Carlos Robacio)
- Grupo de Artillería 3 (jefe: teniente coronel Martín Balza)
- Grupo de Artillería Aerotransportado 4 (jefe: teniente coronel Carlos Quevedo)

### Reino Unido
- 3.ra Brigada de Comandos (comandante: brigadier Julian Thompson)
- 3.er Batallón del Regimiento de Paracaidistas (comandante: teniente coronel H. W. R. Pike)
- 40 Commando Royal Marines
- 45 Commando Royal Marines (comandante: teniente coronel A. F. Whitehead)
- 42 Commando Royal Marines (comandante: teniente coronel N. F. Vaux)
- 5.ª Brigada de Infantería (comandante: brigadier M. J. A. Wilson)
- 2.º Batallón de Guardias Escoceses (comandante: teniente coronel M. I. E. Scott)
- 1.º Batallón de Guardas Galeses (comandante: teniente coronel J. F. Rickett)
- 1.er Batallón del 7.º Regimiento del Duque de Edimburgo (comandante: teniente coronel D. P. de C. Morgan)
- 2.º Batallón del Regimiento de Paracaidistas (comandante: teniente coronel D. R. Chaundler)
- HMS Ambuscade (F172)
- HMS Avenger (F185)
- HMS Glamorgan (D19)
- HMS Yarmouth (F101)
- HMS Arrow (F173)

## Desarrollo

### Primer ataque
El comandante de la agrupación de Puerto Argentino Oscar Jofre puso al Regimiento de Infantería (RI) 4 en los montes Harriet y Dos Hermanas, reforzó el sector oeste del RI 7 en el monte Longdon y despachó una compañía del RI 6 entre Dos Hermanas y Longdon.
La primera línea argentina de defensa estaba formada por el Regimiento de Infantería 4 en el monte Harriet y monte Dos Hermanas , parte del Regimiento de Infantería 6 en el valle entre Longdon y Dos Hermanas y parte del Regimiento de Infantería 7 en el monte Longdon.
El 11 de junio, los británicos atacaron con fuego de artillería terrestre y naval. Al anochecer, fuerzas de infantería marcharon sobre los montes Longdon y Dos Hermanas. El Comando 42, con el 1.º Batallón Gurkha y los Guardias Galeses en reserva, atacó el monte Harriet; el Comando 45, con el 2.º Batallón de Paracaidistas en reserva, atacó el monte Dos Hermanas; y el 3.º Batallón de Paracaidistas atacó el monte Longdon.
Las fuerzas argentinas desplegaron una resistencia desesperada.. La Compañía Rayo X del Comando 45 sometió al pelotón de fusileros del subteniente Marcelo Llambías Pravaz en monte Dos Hermanas a un intenso fuego de morteros, cohetes y ametralladoras por casi cuatro horas antes de que los defensores dieran la batalla por perdida y se retirasen a nuevas posiciones en Monte Tumbledown. El subteniente Aldo Eugenio Franco y su pelotón de fusileros cubriendo la retirada de los defensores del monte Dos Hermanas"lucharon contra la Compañía Yanqui hasta detenerla por completo en unos verdaderos duros combates", evitando así que el Comando 45 pudiera avanzar a Tumbledown como estaba previsto y obligando a un crucero ligero británico permanecer en la costa con fatales consecuencias para varios de sus tripulantes cuando el buque de guerra fue alcanzado por un sistema de misiles de defensa costera, mientras brindaba apoyo a los marines reales en su dura lucha contra los hombres de Franco.
Durante la noche del 11 al 12 de junio, un lanzamisiles Exocet costero argentino golpeó al crucero ligero británico HMS Glamorgan con un misil Exocet. 14 marinos británicos perdieron la vida y 30 fueron heridos.
Un disparo de la fragata HMS Avenger (F185) cayó sobre una casa de Stanley y murieron tres civiles, los únicos tres de todo el conflicto.
A las 23:00 horas los británicos atacaron el monte Harriet, donde se impusieron cinco horas después.No obstante, la Compañía L del Comando 42 tuvo que luchar mucho, con los ametralladoristas del Regimiento 4 y los fusileros que los protegían "luchando con determinación como era de costumbre", y la tarea se complicó aún más por los 600 metros de terreno cubierto con inmensas rocas que los marines reales tardaron 5 horas en cruzar bajo intenso fuego antes de poder llegar a la cumbre.
En el monte Longdon se produjo una batalla feroz y alta cantidad de bajas. Se llegó a luchar a bayoneta para tomar la cima, que luego hubo que defender ante dos contraataques argentinos. Alrededor de las 03:00 horas, un pelotón reforzado (teniente 1.º Raúl Fernando Castañeda) de 46 hombres de la Compañía C del Regimiento 7 realiza un contraataque en Longdon, obligando a la Compañía B Británica bajo el mando del mayor Mike Argue a inicialmente retirarse. De los 278 hombres de la Compañía «Maipu» a cargo del mayor Carlos Carrizo Salvadores -segundo jefe del Regimiento de Infantería 7 «Coronel Conde»- en Monte Longdon, pudieron replegarse solamente 78 sobrevivientes. Luego de doce horas de combate contra el 3 PARA, se perdía definitivamente Monte Longdon. Los atacantes británicos sufrieron 93 bajas, correspondiendo a 23 muertos y 70 heridos.
En el primer ataque de la noche del 11/12 de junio, 69 argentinos murieron, 220 resultaron heridos y 400 cayeron prisioneros.
La toma del Longdon posibilitó a los británicos disparar sus cañones contra enemigos en el valle de Moody Brook, la pendiente del monte Tumbledown (donde el BIM5) y Wireless Ridge.

### Segundo ataque
Las formaciones británicas aguardaron al anochecer para atacar la segunda línea argentina, formada por Wireless Ridge, los montes Tumbledown y William y Pony's Pass. Lo hicieron para evitar cruzar de día una zona llana de 3 km localizada entre las dos franjas de cerros.
Durante el 13 de junio, los soldados del Regimiento 7 en Wireless Ridge afrontan un duro bombardeo de la artillería británica del cual caen alrededor de 6.000 proyectiles de grueso calibre sobre sus posiciones.
Al oscurecer, el ataque británico avanzó desde el monte Harriet, monte Longdon y el río Murrell, en dirección al monte Tumbledown, Wireless Ridge y Cortley Hill, respectivamente. Esa noche, el mayor Aldo Rico recibe la orden de establecer una posición avanzada frente a Monte William, por lo que envía a la 3ª Sección de Asalto comandados por el Capitán Ferrero a dicha posición.
La Compañía «Obra» del BIM 5 al pie de Monte William, rechaza a un fuerte ataque  de infantería británica comandado por el mayor Richard Bethell (ex oficial del SAS) y apoyada por el Escuadrón B de los «Blues & Royals» y una patrulla bajo las órdenes del Cabo 'Nobby' Noble del Escuadrón G del SAS, perdiendo a tres conscriptos pero dejando fuera de acción a un tanque británico y matando a dos Guardias Escoceses e hiriendo a otros 16 más soldados escoceses.
Cerca de las 02:00, 50 comandos del SAS y SBS fracasan en al intentar un asalto anfibio a las posiciones en la península Camber defendidas por los infantes de marina del Pelotón de Fusileros del Teniente Héctor Gazzolo y la Batería B del Grupo de Artillería Antiaéreo 601 del Mayor Jorge Monge, y los británicos se retiran después de perder cuatro lanchas de desembarco y sufrir tres bajas.
Mientras tanto, las posiciones principales argentinas son capturadas durante la Batalla de Wireless Ridge y el general Jofre ordena al jefe del Regimiento 7, teniente coronel Omar Giménez, mantenerse firme en las posiciones que todavía le quedaban: «¡No retroceda más, Omar!». Allí se ordena acudir al mayor Guillermo Rubén Berazay (oficial de operaciones del Regimiento 3) y el capitán Rubén Oscar Zunino, jefe de la Compañía A del Regimiento 3, con la misión de contener el avance británico a lo largo del arroyo Felton. Cuatro soldados argentinos son muertos en el contraataque y 23 son heridos. El sargento Manuel Villegas herido sufrirá sin gritar dos balazos en su cuerpo en el campo de batalla, y será salvado posteriormente por dos de sus soldados conscriptos, Esteban Tríes y José Cerezuela.
Al llegar los remanentes del Regimiento 7 al arroyo Felton, aumenta la confusión en Puerto Argentino/Stanley. Corren rumores que hay comandos británicos infiltrados entre los soldados. En el cuartel general de Stanley House, donde se ha trasladado el General Menéndez y doce comandos de la 3.ª Sección de Asalto del Capitán José Ramón Negretti y Teniente Primero Daniel González Deibe de la de la Compañía de Comandos 601, se reciben los primeros informes del resultado de la batalla del Wireless Ridge, los soldados han cedido 3 colinas y la Compañía C ha completamente abandonado sus posiciones.
Se necesita restaurar el orden y Jofre encomienda al teniente coronel Eugenio Dalton, jefe de operaciones de la Xma Brigada, con la ayuda del mayor Berazay,hacerse cargo de la policía militar impidiendo el ingreso del regimiento no aún autorizado a la capital. Reciben el apoyo de los comandos de la 2ª Sección de Asalto comandados por el capitán Rubén Teófilo Figueroa y teniente 1.º Fernando García Pinasco de la Compañía de Comandos 601. Dalton recorre las líneas argentinas en un jeep y así, oficiales sin tropa unen a los dispersos soldados aún útiles para el combate.
Tras la pérdida de Wireless Ridge, Carrizo Salvadores decide contraatacar con la reducida Compañía «Maipu» ante el evidente disgusto de Dalton. Al poco tiempo su contraataque es rechazado por el fuego de la artillería británica.

### Final
El 14 de junio a la mañana, Mario Benjamín Menéndez, al igual que Oscar Jofre, concluyó que las fuerzas argentinas no tenían más posibilidades y que la continuación de la resistencia solo produciría más bajas. El gobernador de las islas se puso en contacto con la Junta Militar para advertir de la inminente caída de la guarnición argentina, al tiempo que manifestó la devastadora situación de las fuerzas argentinas y sugirió que la Argentina obedeciera la Resolución 502. Leopoldo Fortunato Galtieri desechó totalmente la idea de rendirse y ordenó contraatacar con el Regimiento de Infantería 3 y el Regimiento de Infantería 25.

### Rendición
El 14 de junio a última hora el comandante de las fuerzas terrestres británicas Jeremy Moore aceptó la rendición de Menéndez. Ambos bandos declararon un cese de las hostilidades.